# سويري
الصويرة هي إحدى القرى اللبنانية من قرى قضاء البقاع الغربي في محافظة البقاع.
تعتبر الصويرة بوابة لبنان البرية الأساسية إذ تضم بوابة لبنان البرية مع سورية وهي نقطة المصنع الحدودة